# Шварце-Эльстер
Шварце-Эльстер (нем. Schwarze Elster — Чёрный Эльстер; в.-луж. Čorny Halštrow; н.-луж. Carny Halšter) — река в Германии, протекает по землям Саксония, Саксония-Анхальт и Бранденбургу. Правый приток Эльбы.
Река берёт начало южнее Вайсе-Эльстера у «камня Сибиллы» в Верхней Лужице в Саксонии; держится сначала северного направления, поворачивает затем к западу, потом к северо-западу. Протекает по долине, преимущественно песчаной, разбиваясь часто на рукава. Уклон незначителен. Ширина при впадении в Эльбу, между городами Торгау и Виттенбергом — 38 м. Притоки — Пульсниц и Рёдер. Возле города Лангенберга в Саксонии соединён с Эльбой каналом в 15,5 км длиной.